# Świerszczów (Łęczna)
Pour les articles homonymes, voir Świerszczów.
Świerszczów (prononciation : [ˈɕfjɛrʂt͡ʂuf]) est un village polonais de la gmina de Cyców dans le powiat de Łęczna de la voïvodie de Lublin dans l'est de la Pologne.
Il se situe à environ 5 kilomètres au nord-est de Cyców (siège de la gmina), 22 kilomètres à l'est de Łęczna (siège du powiat) et 44 kilomètres à l'est de Lublin (capitale de la voïvodie).
Le village comptait approximativement une population de 390 habitants en 2006.

## Histoire
De 1975 à 1998, le village est attaché administrativement à l'ancienne Voïvodie de Chełm.
Depuis 1999, il fait partie de la nouvelle voïvodie de Lublin.